# Coisa Mais Linda
Coisa Mais Linda é uma série de televisão brasileira exibida pelo serviço de streaming Netflix, lançada em 22 de março de 2019. Foi criada por Giuliano Cedroni e Heather Roth, com colaboração de texto de Léo Moreira, Luna Grimberg e Patricia Corso, sob a produção de Beto Gauss e Francesco Civita, direção de Caíto Ortiz, Hugo Prata e Julia Rezende. É a quarta série produzida no Brasil depois de 3%, O Mecanismo e Samantha!. A série aborda a ascensão da bossa nova e o empoderamento feminino em 1959, sendo o título inspirado em um verso da canção Garota de Ipanema, de Tom Jobim e Vinícius de Morais.
Conta com Maria Casadevall, Pathy Dejesus, Fernanda Vasconcellos e Mel Lisboa nos papeis principais.

## Produção
Em 6 de novembro de 2017, a Netflix anunciou a produção de uma nova série brasileira após a repercussão positiva de 3%, a qual seria ambientada na década de 1950 tendo a ascensão da bossa nova como pano de fundo. O título da série é uma homenagem à música Garota de Ipanema, de Tom Jobim e Vinícius de Morais, composta em 1962. Em 29 de junho de 2018, é anunciado o elenco do projeto e as gravações foram iniciadas na primeira semana de julho, indo até outubro. A primeira temporada foi confirmada com 7 episódios, o padrão das produções iniciantes da Netflix. Em 19 de fevereiro de 2019, é liberado o primeiro trailer da série, além da data de lançamento para 22 de março.
A Netflix divulgou, durante a tarde do dia 13 de maio, que a série iria ganhar uma segunda temporada. Mesmo antes do anúncio oficial da renovação da série, o elenco principal já havia postado sobre essa nova temporada em seus perfis no Instagram. Em abril de 2020, a Netflix divulgou que a segunda temporada iria estrear em junho.
Além disso, na segunda temporada a série mudou de nome para Girls from Ipanema fora do Brasil. A medida se deu para captar mais facilmente o público internacional, uma vez que a frase “Coisa Mais Linda” remetia o brasileiro à canção Garota de Ipanema por ser parte da composição, porém a tradução “Most Beautiful Thing” não está presente na versão da letra em inglês, The Girl from Ipanema, o que a Netflix notou que causava estranheza no mercado estrangeiro do porquê do nome da série.

## Enredo

### Primeira temporada
Em 1959, após se mudar para o Rio de Janeiro, Malu (Maria Casadevall) descobre que foi roubada e abandonada pelo então marido. Disposta a dar a volta por cima, ela mergulha no universo da recém-criada bossa nova ao conhecer Chico (Leandro Lima), um cantor talentoso que a leva por uma jornada de autoconhecimento, e Adélia (Pathy Dejesus), moça negra e moradora de favela, que luta contra o racismo e batalha para sustentar a irmã Ivone (Larissa Nunes) e a filha Conceição (Sarah Vitória) – escondendo que a menina não é filha de seu noivo, o músico Capitão (Ícaro Silva), mas sim fruto de um caso com o filho de uma ex-patroa. Juntas, Malu e Adélia abrem um clube de bossa nova, onde se apresenta com sucesso Chico, mas logo elas percebem que terão de enfrentar diversos problemas em uma época de dominância masculina. 
O caminho das duas é cruzado também por Lígia (Fernanda Vasconcellos) e Thereza (Mel Lisboa), casadas com os irmãos Augusto (Gustavo Vaz) e Nelson (Alexandre Cioletti), respectivamente. A primeira sonha em ser cantora profissional, mas é reprimida pelo marido, um aspirante a político machista e conservador; já a segunda é uma jornalista que luta pelo direito das mulheres no mercado de trabalho e tem o apoio do marido, que, assim como ela, vive relações liberais com outros homens e mulheres.

### Segunda temporada
Malu acorda do coma meses depois e descobre que Lígia morreu, Chico está cantando na Europa e seu marido, Pedro (Kiko Bertholini), retornou após saber que ela ganhou dinheiro com o Coisa Mais Linda, o tendo transformado em um restaurante sem personalidade. Inicialmente conformada com a vida amargurada que lhe foi imposta, ela decide colocar o marido para fora de sua vida definitivamente e recuperar seu clube, ao mesmo tempo em que se envolve com Roberto (Gustavo Machado), que a ajudou a investir no bar, e com Chico, em seu retorno. Adélia tem que lidar com uma doença inesperada e o aparecimento de seu pai, Duque (Val Perré), que ela acredita tê-la abandonado no passado, além do casamento com Capitão não ser o que ela imaginava. 
Thereza e Nelson enfrentam uma crise no casamento: ela ascende profissionalmente como radialista, embora tenha que enfrentar o machismo de novo companheiro de trabalho, Wagner (Alejandro Claveaux); já ele tenta formar laços familiares com Conceição, de quem foi revelado ser o pai, embora isso o reaproxime de Adélia. Ainda há o amadurecimento de Ivone (Larissa Nunes), que rejeita seu dom na música com medo de fracassar. Em meio aos conflitos pessoais, as três amigas ainda enfrentam nos tribunais Augusto pelo assassinato de Lígia.

## Elenco

### Principal
| Ator                  | Personagem                 | Temporadas | Temporadas |
| Ator                  | Personagem                 | 1ª 2019    | 2ª 2020    |
| --------------------- | -------------------------- | ---------- | ---------- |
| Maria Casadevall      | Maria Luíza Carone (Malu)  |            |            |
| Pathy Dejesus         | Adélia Araújo              |            |            |
| Fernanda Vasconcellos | Lígia Soares               |            | part.      |
| Mel Lisboa            | Thereza Soares             |            |            |
| Leandro Lima          | Francisco Carvalho (Chico) |            |            |
| Ícaro Silva           | Antônio Ferreira (Capitão) |            |            |
| Alexandre Cioletti    | Nelson Soares              |            |            |
| Gustavo Vaz           | Augusto Soares             |            |            |
| Gustavo Machado       | Roberto                    |            |            |
| Larissa Nunes         | Ivone Araújo               |            |            |

### Recorrente
| Ator                  | Personagem                        | Temporadas | Temporadas |
| Ator                  | Personagem                        | 1ª 2019    | 2ª 2020    |
| --------------------- | --------------------------------- | ---------- | ---------- |
| Esther Góes           | Eleonora Soares                   |            |            |
| Ondina Clais Castilho | Ester Carone                      |            |            |
| Sarah Vitória         | Conceição Araújo                  |            |            |
| Enrico Cazzola        | Carlos Carone Furtado (Carlinhos) |            |            |
| Paulo Tiefenthaler    | Nanico                            |            |            |
| João Bourbonnais      | Ademar Carone                     |            |            |
| Thaila Ayala          | Helô                              |            |            |
| Kiko Bertholini       | Pedro Furtado                     |            |            |
| Alejandro Claveaux    | Wagner Pessanha                   |            |            |
| Val Perré             | Duque Araújo                      |            |            |
| Eliana Pittman        | Elza Ferreira                     |            |            |
| Breno Ferreira        | Miltinho                          |            |            |

### Participações especiais
| Ator/Atriz         | Personagem                         | Episódio                     |
| ------------------ | ---------------------------------- | ---------------------------- |
| Nilton Bicudo      | Requião                            |                              |
| Nelson Baskerville | Waltinho                           |                              |
| Rodrigo Candelot   | Paulo Sérgio                       |                              |
| Saulo Rodrigues    | Prefeito Gomes                     |                              |
| Cici Antunes       | Lourdes                            |                              |
| George Freire      | George Gauss                       |                              |
| Marjorie Gerardi   | Vânia                              |                              |
| Bruna Guerin       | Carla                              |                              |
| Marco Biglia       | Caio                               |                              |
| Bri Fiocca         | Regina                             |                              |
| Wagner Molina      | Gustavo                            |                              |
| Paixão de Jesus    | Aparecida                          |                              |
| Heraldo Firmino    | Zé                                 |                              |
| Gustavo Novaes     | Perez                              |                              |
| Gabriel Miziara    | Ludovico                           |                              |
| Che Moais          | Marcolino                          |                              |
| Jorge Gonçalves    | Beto                               |                              |
| Carol Melgaço      | Namorada de Roberto                |                              |
| Bia Seidl          | Clarice                            | Episódio: "Sobre Viver"      |
| Thelmo Fernandes   | Gilson                             | Episódio: "Jeitinho Carioca" |
| Kio Marques        | Caruso                             | Episódio: "Jeitinho Carioca" |
| Ângelo Paes Leme   | Vereador Hugo Moreira Lins e Silva | Episódio: "Só as Mulheres"   |
| Carol Vidotti      | Cidinha                            | Episódio: "Só as Mulheres"   |
| Alli Willow        | Isabelle Bresson                   | Episódio: "Só as Mulheres"   |
| Giulio Lopes       | Juiz                               | Episódio: "Segunda Chance"   |
| Maiara Walsh       | Sarah (Noiva de Chico)             | Episódio: "Escolhas"         |

## Episódios
| Temporada | Temporada | Episódios | Episódios | Originalmente exibido |
| --------- | --------- | --------- | --------- | --------------------- |
|           | 1         | 7         | 7         | 22 de março de 2019   |
|           | 2         | 6         | 6         | 19 de junho de 2020   |

### 1.ª Temporada (2019)
| N.º na série | N.º na temp. | Título                       | Dirigido por  | Escrito por                                    | Lançamento          |
| ------------ | ------------ | ---------------------------- | ------------- | ---------------------------------------------- | ------------------- |
| 1            | 1            | "Bem-vinda ao Rio"           | Caito Ortiz   | Heather Roth                                   | 22 de março de 2019 |
| 2            | 2            | "Garotas não são bem-vindas" | Caito Ortiz   | Patrícia Corso                                 | 22 de março de 2019 |
| 3            | 3            | "Águas de agosto"            | Hugo Prata    | Leonardo Moreira                               | 22 de março de 2019 |
| 4            | 4            | "As sonhadoras"              | Julia Rezende | Luna Grimberg e Giuliano Cedroni               | 22 de março de 2019 |
| 5            | 5            | "Consequências"              | Caito Ortiz   | Patrícia Corso                                 | 22 de março de 2019 |
| 6            | 6            | "Desapego"                   | Julia Rezende | Heather Roth, Leonardo Moreira e Luna Grimberg | 22 de março de 2019 |
| 7            | 7            | "Fantasma do Natal passado"  | Hugo Prata    | Heather Roth                                   | 22 de março de 2019 |

### 2.ª Temporada (2020)
| N.º na série | N.º na temp. | Título             | Dirigido por  | Escrito por                   | Lançamento          |
| ------------ | ------------ | ------------------ | ------------- | ----------------------------- | ------------------- |
| 8            | 1            | "Sobre Viver"      | Caito Ortiz   | Heather Roth                  | 19 de junho de 2020 |
| 9            | 2            | "Compromissos"     | Caito Ortiz   | Patrícia Corso                | 19 de junho de 2020 |
| 10           | 3            | "Jeitinho Carioca" | Caito Ortiz   | Mariana Tesch                 | 19 de junho de 2020 |
| 11           | 4            | "Só as Mulheres"   | Julia Rezende | Patricia Corso                | 19 de junho de 2020 |
| 12           | 5            | "Segunda Chance"   | Julia Rezende | Mariana Tesch                 | 19 de junho de 2020 |
| 13           | 6            | "Escolhas"         | Julia Rezende | Heather Roth e Patricia Corso | 19 de junho de 2020 |